# Julius Cæsar (slægtsnavn)
Julius Cæsar var det slægtsnavn, som den mest berømte familie af patriciererslægten Julia, bar. Familien dukker først op i historien under Den anden puniske krig, da Sextus Julius Cæsar var praetor på Sicilien. Hans søn, Sextus Julius Cæsar, var konsul i 157 f.Kr. Men det mest berømte medlem af denne familie er Gaius Julius Cæsar, en general, der erobrede Gallien og blev Roms ubestridte herre efter borgerkrigen. Efter at være blev tildelt diktatorisk magt af det romerske senat og iværksat en række politiske og sociale reformer, blev han myrdet i 44 f.Kr. Efter at have besejret adskillige rivaler, blev Cæsars adopterede søn og arving, Gaius Julius Cæsar Octavianus, udråbt til Augustus af senatet, den første kejser af Det julisk-claudiske dynasti.

## Historie
Den første af Julius Cæsar, der dukkede op i historien, var Sextus Julius Cæsar, praetor på Sicilien i 208 f.Kr. Fra hans søn Sextus, ved vi, at hans far hed Lucius, men præcis hvem denne Lucius var, og om han bar navnet Cæsar, er usikkert. Ud fra den antagelse, at Cæsarerne nedstammede fra tidligere bemærkelsesværdige medlemmer af Julia-slægten, har nogle forskere foreslået, at han var søn af Lucius Julius Libo, konsul i 267 f.Kr.

The Dictionary of Greek and Roman Biography and Mythology fortæller følgende om cognomenet Cæsar:
Det er usikkert, hvilket medlem af Julia-slægten, der først fik navnet Cæsar, men den første, der forekommer i historien, er Sextus Julius Cæsar, praetor i 208 f.Kr. Navnets oprindelse er lige så usikker. Spartianus nævner sin fortælling om Aelius Verus' liv fire forskellige teorier om dens oprindelse:
1. At ordet på maurernes sprog betegnede en elefant og blev givet som navn til en fra Julia-slægten, fordi han havde dræbt en elefant.
2. At det blev givet til en fra Julia-slægten, fordi han var blevet skåret (caesus) ud af sin mors mave efter hendes død; eller
3. Fordi han var blevet født med en stor mængde hår (caesaries) på hovedet; eller
4. Fordi han havde azurfarvede (caesii) øjne af en næsten overnaturlig art.

Af disse teorier synes den tredje, som også findes hos Festus, at være tættest på sandheden. Cæsar og Caesaries er sandsynligvis begge forbundet med kêsa, "hår" på sanskrit, og det er helt i overensstemmelse med den romerske skik, at et navn gives til en person ud fra en eller anden særegenhed i hans personlige udseende. Den anden teori, som synes at have været den mest populære blandt de romerske historikere, var uden tvivl opstået ud fra en falsk etymologi. Med hensyn til den første, fortæller Spartianus, at den blev antaget af de lærdeste mænd, er det umuligt at modbevise den helt, da vi næsten intet kender til det gamle mauriske sprog, men den har nærmest ingen sandsynlighed i sig. Og Servius' udsagn, at diktatorens bedstefar fik efternavnet på grund af at have dræbt en elefant med sin egen hånd i Afrika, er utvivlsomt falsk, da der havde været flere med navnet Julius Cæsar før hans tid.

 En undersøgelse af etymologien bag dette navn har en vis interesse, da få andre navn gennem tiden har opnået en lignende berømmelse. Det blev antaget af Augustus som diktatorens adopterede søn, og blev af Augustus givet videre til hans adoptivsøn Tiberius. Det fortsatte med at blive brugt af Caligula, Claudius og Nero, som enten ved adoption eller gennem kvindelig nedstamning var medlemmer af Cæsars familie. Selvom familien uddøde med Nero, beholdt de efterfølgende kejsere stadig navnet som en del af deres titler, og det var tradiotion at sætte det foran deres eget navn, som f.eks. imperator Cæsar Domitianus Augustus. Da Hadrian adopterede Aelius Verus, tillod han denne at antage titlen Cæsar, og fra dette tidspunkt blev titlen Cæsar også givet til den næst mest magtfulde person i staten og arvingen til tronen, mens titlen Augustus fortsatte med at være begrænset til den regerende fyrste.
Uden for den kejserlige familie var det sidste medlem af Julia-slægten, der vides at have båret navnet Cæsar, Lucius Julius Cæsar, som havde været konsul i 64 f.Kr., og som stadig var i live i 40 f.Kr. Selvom andre medlemmer af familien kan have været i live efter dette tidspunkt, synes ingen at have opnået tilstrækkelig betydning til at blive nedskrevet i datidens kilder.

## Slægtsmedlemmer
Julius Cæsarernes slægt blev studeret af den tyske historiker Wilhelm Drumann i hans monumentale værk om Roms historie, og de eksisterende stamtræer er i vid udstrækning baseret på hans rekonstruktion af familiens medlemmer. I de fleste henseender danner Drumanns genealogi grundlag for moderne forskning i familien, med en vigtig undtagelse: Drumann mente, at Sextus Julius Cæsar, der var militærtribun i 181 f.Kr., og Sextus, der var konsul i f.Kr. 157 var far og søn. Mens kronologien antydede, at tribunen kunne være søn af Sextus, der havde været praetor i 208 f.Kr., var der bevis for at konsulens bedstefars navn var Lucius. Derfor udledte Drumann eksistensen af en ellers ukendt Lucius Julius Cæsar mellem praetoren og militærtribunen. For at det skulle give mening kronologisk set måtte praetoren have været betragtelig gammel og tribunen meget ung, da de havde deres respektive embeder. Nyere forskning har konkluderet, at militærtribunen og konsulen var en og samme mand, hvilket betyder, at hans bedstefar, Lucius, var far til praetoren i 208 f.Kr., snarere end hans søn.
Det er derfor Sextus, praetor i 208 f.Kr., snarere end en ellers ukendt Lucius Julius Cæsar, der var far til Lucius Julius Cæsar, praetor i 183 f.Kr., og Sextus, konsul i 157 f.Kr. Disse sønner udgør de to første grene af familien, men den tredje gren, der repræsenterer forfædrene til Gaius Julius Cæsar, diktatoren, er mindre sikker. Vi ved, at Cæsars bedstefar også hed Gaius, og at han giftede sig med en kvinde af Marcia-slægten. Drumann antog, at han kunne have været søn af en senator ved navn Gaius Julius, som skrev en romersk historie på græsk omkring 143 f.Kr. Denne Gaius, foreslog han, kunne have været en bror til Sextus Julius Cæsar, konsulen i 157 f.Kr., og derfor en søn af Sextus, som var militærtribun i 181. Da de to Sextuser i virkeligheden var den samme mand, ville dette sandsynligvis gøre senatoren Gaius til en tredje søn af Sextus Julius Cæsar, praetor i 208 f.Kr. Hvis han var senator i 143, og oldefar til Cæsar, som blev født i år 100 f.Kr., var han sandsynligvis ikke konsulens søn, da hans formodentlig ældste søn, Sextus, var praetor i år 123 f.Kr.
Resten af slægten er velkendt. Da Cæsar ikke efterlod sig nogen legitime sønner til at videreføre sit navn og arv, adopterede han i sit testamente sin grandnevø, Gaius Octavius, som således blev "Gaius Julius Cæsar Octavianus", den senere kejser Augustus. Octavian havde kun en datter og adopterede derfor to af hendes børnebørn født i ægteskabet med Marcus Vipsanius Agrippa, som således blev Gaius og Lucius Julius Cæsar. Men da begge døde unge, adopterede kejseren deres bror, som blev Agrippa Julius Cæsar (Postumus), og en stedsøn, Tiberius Claudius Nero, som blev Tiberius Julius Cæsar. Tiberius' søn, Nero Claudius Drusus, blev Drusus Julius Cæsar, og han adopterede en nevø, Tiberius Claudius Nero Germanicus, som blev Germanicus Julius Cæsar. Deres børn blev også en del af Julia-slægten. Linjen slutter med Germanicus' søn, Gaius Julius Cæsar Germanicus, bedre kendt blot som Gaius eller Caligula, i 41 e.Kr. Derefter overgik kejsertronen til Gaius' onkel, Tiberius Claudius Nero Germanicus, og ud af den juliske slægtslinje.

## Fodnoter
1. ↑  Drumann var ikke den første moderne historiker til at forske i Julia-slægten. I 1816 udgav en engelsk slægtsforsker, William Berry, værket Genealogia Antiqua, or Mythological and Classical Tables, Compiled from the Best Authors on Fabulous and Ancient History, hvor han hævdede, at familien nedstammede fra en vis Numerius Julius Caesar (for hvem der findes ingen beviser om han eksisterede). Berry, der ikke citerer eller på anden vis identificerer andre af de "bedste forfatter" som han havde været afhængig af i udarbejdningen af sine slægtstræer (faktisk undskylder han blot i sin introduktion at han ikke havde plads i sine stamtræer for at gøre dette), inkluderer et antal tvivlsomme navne og familieforbindelser i sit stamtræ over Julia-slægten, mange som ikke er blevet fundet i nogen kendte kilder i datiden, og i nogle eksempler bliver de direkte modsagt af dem. Mange ser ud til at have været opfundet af Berry eller en af hans unævnte kilder bare for at fylde hullerne ud eller på anden vis forbedre stamtræet.
Berry foregreb Drumanns fejl i at formode at Sextus Julius Caesar, militærtribunen i 181 f.Kr., og Sextus, konsulen i 157 f.Kr., var far og søn, og også Griffins formodning om at familien nedstammede fra Lucius Julius Libo, konsul i 267 f.Kr..'"`UNIQ--ref-00000000-QINU`"'
2. ↑  Endnu mere forvirrende havde konsulen sit embede blot 24 år efter militærtribunen. Normalt skulle en konsul være fyldt 40 år inden han kunne komme i betragtning for sit magistrat, mens militærtribuner typisk var unge mænd. For at kunne have haft en søn, der i hvert fald var mindst 40 år gammel i 157 f.Kr., måtte tribunen Sextus have været født omkring 217 f.Kr., hvor hans bedstefar sandsynligvis var en ung mand.
3. ↑  Cæsar havde en søn, kendt som Caesarion, med Kleopatra 7. af Egypten, født i 47 f.Kr. Han var et lille barn, da hans far blev myrdet. Octavian fik ham dræbt i 30 f.Kr., for at forhindre fremtidige oprør i hans navn.'"`UNIQ--ref-00000003-QINU`"'
4. ↑  Han anvende aldrig selv navnet "Octavianus", selvom det blev anvendt af hans samtidige.'"`UNIQ--ref-00000005-QINU`"' I sin tidlige karriere kaldte hans sig normalt "Gaius Caesar", senere indsatte han titlen Imperator i stedet for "Gaius".'"`UNIQ--ref-00000006-QINU`"' Den senere tradition med at undgå at anvende nomenet (slægtsnavnet) blev også fulgt af Marcus Vipsanius Agrippa og Augustus' efterfølgere.'"`UNIQ--ref-00000007-QINU`"'